# Utterbyn
Utterbyn är en bebyggelse i Fryksände socken, Torsby kommun. SCB avgränsade här en småort mellan 1900 och 2020.
Utterbyn är belägen strax öster om Torsby och känd som en konstnärsrik by. Där finns bland annat Sahlströmsgården, där syskonen Bror, Ida och Anna Sahlström växte upp och Carl Wilhelmson vistades under två somrar, och BoVil-gården, där Bo Vilson och sonen Kaj (numera Remus Wilson) bodde. Där finns också Ateljé Rönningen och konstnären Nils Forsman är verksam där. 
Sydväst om Utterbyn ligger småorten Persby och Utterbyn vilken bland annat omfattar bebyggelse i ett område kallat Utterbyn lite avskild från denna Utterbyn. 